# Судур
Судур, Стур (азерб. Sudur, лезг. СтIур) — село в Гусарском районе Азербайджанской Республики.

## Этимология
Слово "Стlур" с лезгинского языка переводится как сигнальные башни. "Сутl" - сигнальная башня. 

## История
Село основано в средние века, точный период ныне не известен. Согласно рассказам старожилов сел Ухул и Мискинджа, первоначально село Судур находилось на горе «Сутӏар», недалеко от села Ухул. Примерно в XI веке н.э. часть судурцев переселилась в Ухул ныне Ахтынского района, вторая часть переселилась в Мискинджу ныне Докузпаринского района, а третья часть основала село Судур ныне Кусарского района.

## Сихилы
В общество «СтIур» входят следующие сихилы:
Далахьакай — потомки Да́лаха,
Дахаракай — потомки Да́хара
Мамахакай — потомки Ма́маха
Сатиракай — потомки Сатира
Батакай — потомки Бата
Эскаракай — потомки Эскархана
ЧIамбулакай -потомки Джамбола
Саадияр -потомки Саади
Меметар-потомки Мемета

## Население
По итогам переписи населения 2016 года в селе насчитывалось 509 жителей. Однако на постоянной основе селе проживает 1/3 этого населения из-за проблемы постоянного оттока населения в крупные города главным образом в Баку и города России.
Национальный состав целиком сложен лезгинами, которые исповедуют ислам суннитского толка.

## Известные уроженцы, жители
Акбер, Акбер оглы Ханметов — доктор химических наук.